# SERP
SERP (Search Engine Results Page) – strona internetowa wyświetlająca listę adresów znalezionych za pomocą wyszukiwarki internetowej; obejmuje ona strony znalezione automatycznie przez wyszukiwarkę i adresy wprowadzone do indeksu ręcznie oraz adresy pochodzące z bazy adresów opłacanych przez ogłoszeniodawców. Najczęściej układ wyników wyszukiwania na początku i końcu strony wyświetla wyniki płatne, a pomiędzy nimi organiczne.
Poszczególne adresy wyświetlane w wynikach wyszukiwania składają się z co najmniej trzech kluczowych elementów – <meta> Title, <meta> Description oraz adresu strony. Dodatkowe, nieobowiązkowe elementy wyników wyszukiwania to zdjęcia, ilustracje, miniatury, odnośniki do YouTube, Map Google. W SERP można odnaleźć także fragmenty Wikipedii, linki do aukcji, wizytówki firm, wyróżnione odpowiedzi, wiadomości, wyszukiwarki wewnętrzne serwisów zewnętrznych wraz z listą odnośników do poszczególnych podstron, usługi Google.
Organiczne wyniki wyszukiwania są wyświetlane w pewnej kolejności, jako pierwsze od góry strony podawane są te, które uznane są przez wyszukiwarkę za najbardziej odpowiednie dla zapytania. Wyświetlanie płatnych wyników wyszukiwania w wyszukiwarce Google również zależy od algorytmu, który podczas aukcji Google Ads wybiera najlepsze dla zapytania reklamy i ustala odpowiednią kolejność ich prezentacji.